# Phytophthora alni
Dépérissement des aulnes
Espèce
Phytophthora alni est un complexe d'espèces d'Oomycètes du genre Phytophthora. Ce sont des parasites obligatoires phytopathogènes  qui provoquent une pourriture létale des racines et du collet des aulnes nommée « dépérissement des aulnes ». Cette maladie émergente se répand en Europe depuis les années 1990, sa cause principale étant l'hybridation nouvelle entre deux espèces proches. Elle est considérée comme une menace sérieuse pour les ripisylves européennes.

## Taxonomie
Depuis le début du XXe siècle, des dépérissements exceptionnels d'Aulnes sont signalés en Europe sans que leurs causes ne soient éclaircies, les Aulnes étant alors considérés comme des arbres indemnes de problèmes sanitaires. Ce n'est qu'en 1993 que Phytophythora alni est isolé dans le sud de la Grande-Bretagne à partir de spécimens morts d'une maladie inconnue. L'espèce et ses proches parentes sont formellement décrites en 2004 par les scientifiques forestiers britanniques Clive Brasier et Susan A. Kirk.

### Systématique
En 2004, Brasier & Kirk considèrent que P. alni se compose de trois sous-espèces, P. alni subsp. alni qui est la plus fréquemment isolée et la plus agressive, P. alni subsp. uniformis peu fréquente et peu agressive et P. alni subsp. multiformis également peu fréquente. Plusieurs études montrent dans les années 2000 que la sous-espèce alni est le résultat d'une hybridation entre la sous-espèce uniformis et la sous-espèce multiformis générée à de nombreuses occasions distinctes, ce qui a structuré géographiquement sa population. Néanmoins, son génotype dominant reste plus proche de celui de la sous-espèce uniformis. De même, la sous-espèce multiformis est le fruit d'une hybridation mais ses parents sont inconnus,. Ces résultats sont corroborés par une étude de 2015 qui affirme qu'il s'agit d'espèces distinctes et les reclasse respectivement en Phytophthora ×alni, Phytophthora uniformis et Phytophthora ×multiformis,. Selon ces études, c'est l'hybridation qui est la principale cause de cette maladie émergente,.

### Liste des sous-taxons requalifiés
Liste des sous-espèces selon Brasier & Kirk (2004) et accepté par MycoBank et modifications ultérieures de Husson et al. (2015):
- Phytophthora alni subsp. alni Brasier & S.A.Kirk[1],[7]
  - Requalifié en Phytophthora ×alni (Brasier & S.A.Kirk) Husson, Ioos & Marçais[6]
- Phytophthora alni subsp. multiformis Brasier & S.A.Kirk[1],[7]
  - Requalifié en Phytophthora ×multiformis (Brasier & S.A. Kirk) Husson, Ioos & Marçais[6]
- Phytophthora alni subsp. uniformis Brasier & S.A.Kirk[1],[7]
  - Requalifié en Phytophthora uniformis (Brasier & S.A. Kirk) Husson, Ioos & Marçais[6]

## Symptômes
L'arbre infecté présente des feuilles anormalement petites, jaunes et clairsemées qui tombent souvent prématurément. La couronne de l'arbre infecté depuis de nombreuses années montre de nombreuses branches mortes, le houppier est clairsemé mais reste souvent homogène. Des taches noirâtres ou de rouille peuvent apparaître à la base du tronc parfois accompagnées d'exsudats sous la forme de coulures goudronneuses. Ces dernières indiquent des nécroses sous l'écorce signifiant la mort du phloème. L'évolution de la maladie est variable, de nombreux arbres meurent rapidement dès l'apparition des symptômes, mais d'autres peuvent se détériorer lentement pendant de nombreuses années,,.

## Distribution
Phytophthora ×alni est attesté en Grande-Bretagne, aux Pays-Bas, en Allemagne, en Suède, en Belgique, en Autriche, en Hongrie,, en France, en Tchéquie, en Italie, en Pologne, en Espagne et au Portugal.
Phytophthora uniformis est présent en Suède en Espagne, en Alaska et en Oregon. En Alaska, cette espèce n'est pas pathogène.
Phytophthora ×multiformis est présent aux Pays-Bas, en Allemagne, en Grande-Bretagne et en Espagne.

## Impact parasitaire

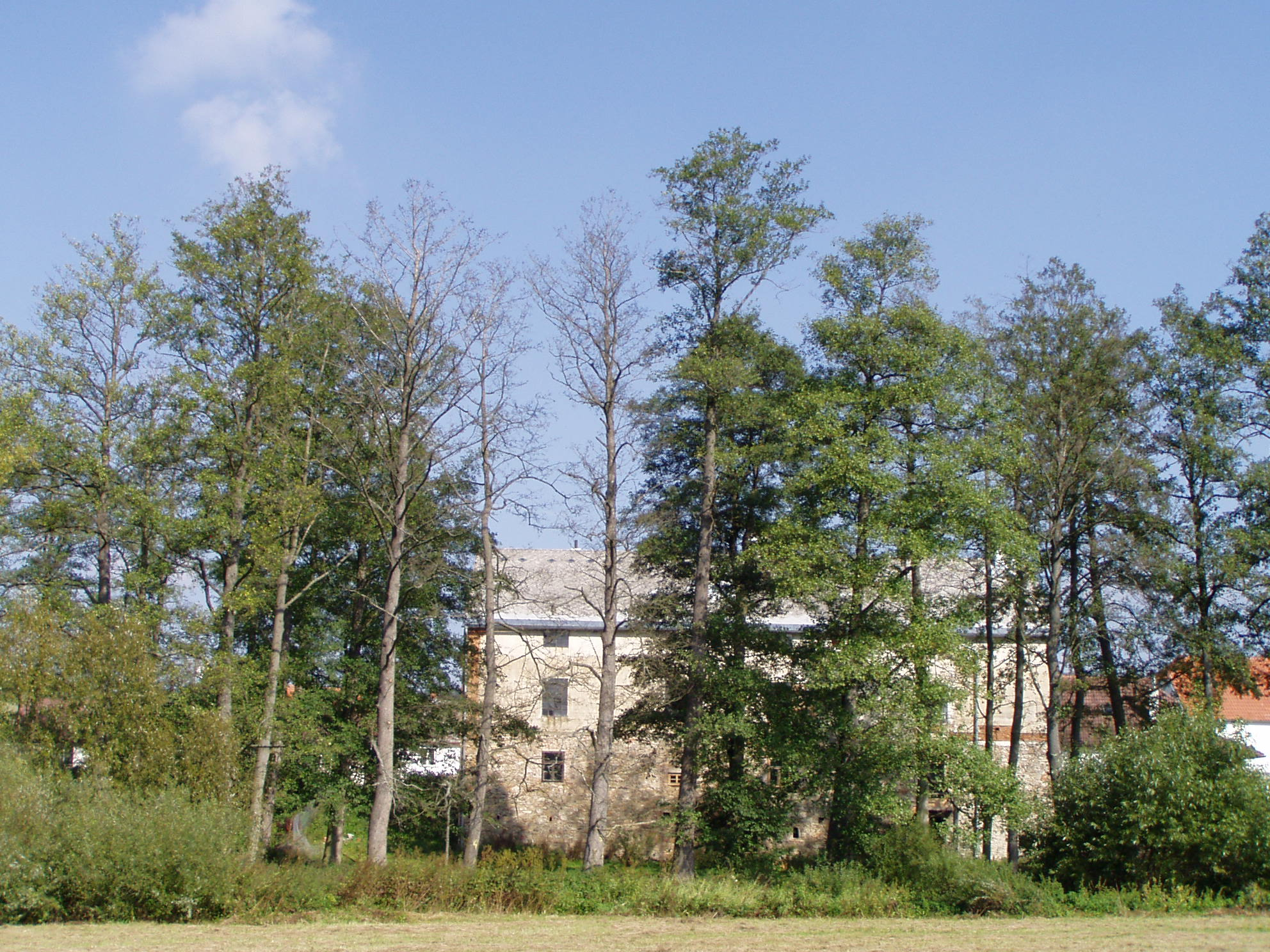
Aulne glutineux infecté par Phytophthora alni sensu lato en Tchéquie.

Phytophtora ×alni est l'agent d'une maladie émergente, létale, à évolution rapide et qui a un fort impact sur l’écologie des cours d’eau depuis les années 1990. Les espèces d'Aulnes impactées sont Alnus cordata, Alnus glutinosa, qui s'avère être le plus sensible, Alnus incana, qui s'avère être le plus résistant et Alnus viridis. Les seuls arbres décrits comme étant affectés dans la nature sont les aulnes ; cependant, des essais d'inoculation en serre ont suggéré que les Noyers (Juglans regia), les Châtaigniers (Castanea sativa) et les Cerisiers sauvages (Prunus avium) peuvent également y être sensibles,
Les dégâts sont particulièrement importants sur l'Aulne glutineux en Europe de l'Ouest le long des cours d’eau où des taches de mortalité sont fréquemment observées. Toutes les classes d'âge d'aulnes sont susceptibles d’être atteintes. L’infection aboutit le plus souvent à la mort de l’arbre mais dans des délais variables selon son âge. Chez les semis et les jeunes plants, la mort peut survenir une année seulement après apparition des premiers symptômes alors que les arbres adultes peuvent rester en sursis pendant plusieurs années,.
Les facteurs de risque d'infection comprennent : la température de l'eau (le risque de maladie est plus élevé dans les eaux plus chaudes), le type de sol (le risque de maladie est plus élevé dans les sols à texture fine, en particulier les loams argileux) et le type de cours d'eau (le risque de maladie est plus élevé dans les cours d'eau à débit lent).
En 2007, que ce soit en Allemagne, en Belgique, en Angleterre ou en France, les taux de présence de la maladie sont inquiétants. En Bavière, la maladie est observée dans un tiers des parcelles forestières et plus de 50 % des cours d’eau présentent des arbres infectés. En Wallonie, 28 % des aulnes de rivières dépérissent. Dans le sud de l’Angleterre, plus de 15 % des arbres de ripisylves sont infectés ou morts. Enfin, en France, dans le bassin Rhin-Meuse, près de 20 % des arbres sont malades et 71 % des rivières infestées. Des taux de mortalité annuels de l’ordre de 5 % sont observés dans certains secteurs de la Sarre et en Charente. En Allemagne comme en France, Phytophthora ×alni a clairement été mis en cause dans 90 % des sites infestés.

## Biologie

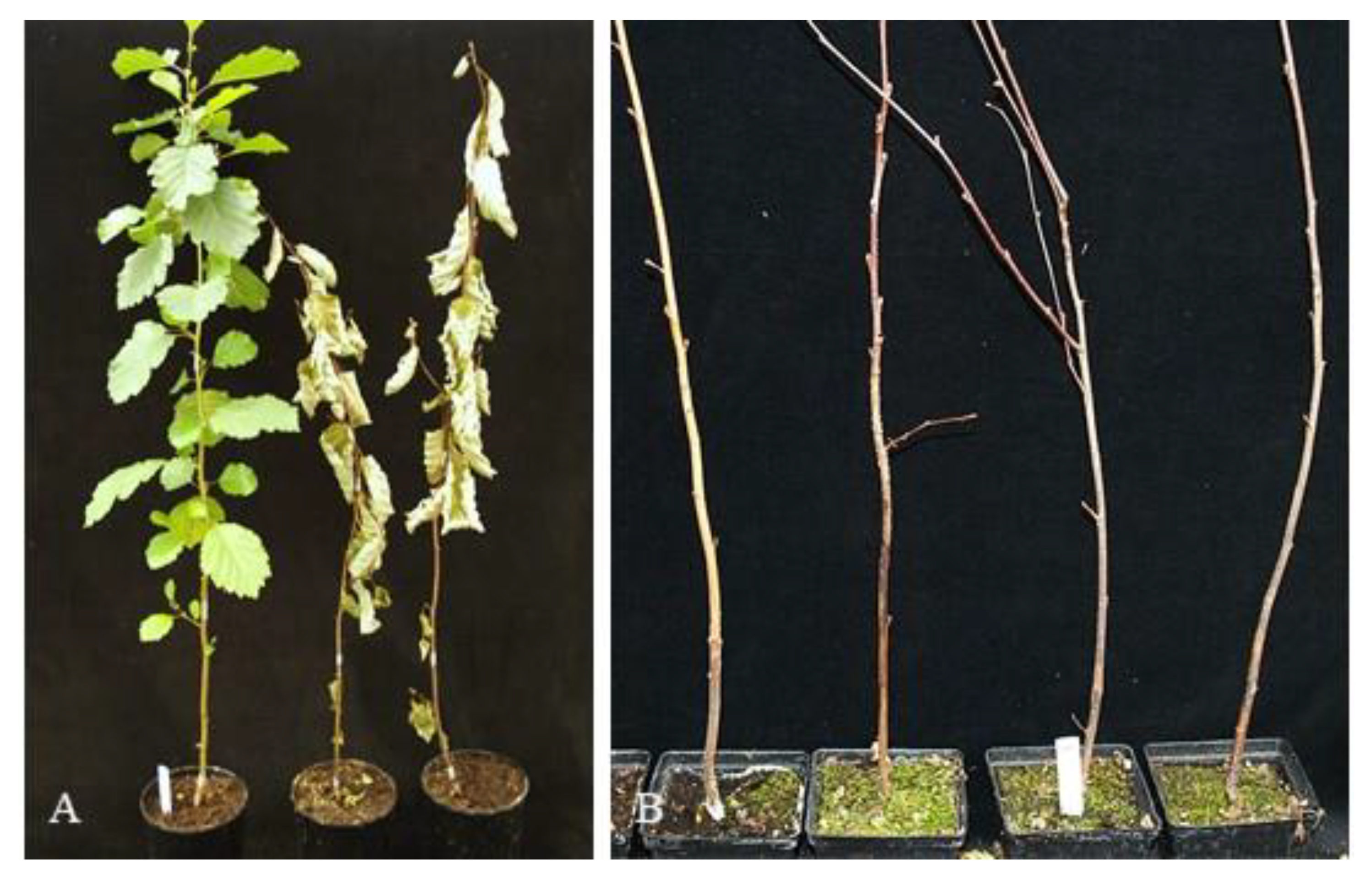
Colonisation de jeunes plants d'Alnus glutinosa par Phytophthora ×alni : (A) Plants morts 8 semaines après inoculation avec du mycélium infecté ; à gauche, témoin non inoculé ; (B) Plantations d'Aulne mortes dans un substrat infecté provenant du sol 8 semaines après inoculation.

Comme les autres espèces du genre Phytophthora, Phytophthora ×alni peut se reproduire de façon sexuée et asexuée. Il est dit homothallique et est donc présent dans le sol sous forme de mycélium ou d’oogonies. Au contact de l’eau, il forme des organes de reproduction asexuée, les sporanges qui libèrent des spores nageuses, les zoospores. En milieu naturel, il infecte les plants par pénétration via l'ensemble des racines, les lenticelles à la base des troncs ou encore via les blessures au niveau de l’écorce.
Sa dissémination se fait à la fois par voie d'eau et par le sol. Le mycélium est transporté par l'intermédiaire de la terre collée aux engins de travaux forestiers ou agricoles, à la faune et aux chaussures, le bois contaminé des résidus d’abattage ou des chablis. Mais c'est surtout par l’eau de rivière coulant en aval que l'infection se propage, principalement lorsque l'eau est calme ou que les inondations sont fréquentes. Néanmoins, le mycélium provenant du sol est plus agressif que celui provenant de l'eau qui l'est lui-même plus que celui provenant de troncs infectés.
La conservation de P. ×alni dans le sol et l’eau varie au cours de l’année. C’est en été qu’il est présent en plus grande quantité dans le sol en raison des températures plus élevées. En effet, la température de l'eau affecte la sporulation, une eau plus chaude étant favorable à la production de sporanges, les températures de 8 °C et moins limitant leur production. À l'opposé, une eau estivale dépassant les 21-22 °C lui est défavorable,. L'incidence de la maladie augmente lors des hivers doux situés au-dessus de 3,5 °C favorisent la survie du mycélium de P. ×alni, celui-ci ne présentant pas de structure de survie hivernale (chlamydospores ou oospores),. Inversement, le phénomène de guérison des arbres est favorisé par des températures hivernales basses et par des températures estivales élevées. L'émergence de la maladie ne peut pas être expliquée par le changement climatique. Cependant, une augmentation des températures hivernales dans le futur dans le cadre du changement climatique aggraverait très probablement l'épidémie.

## Conséquences
Les dépérissements des aulnes et particulièrement de l'Aulne glutineux peuvent être extrêmement préjudiciables pour l’écologie des ripisylves des plaines et des vallées. La présence de cet arbre étant importante, sa disparition entraînerait des désordres écosystémiques du point de vue hydraulique en favorisant les crues, du point de vue biologique par la perte d'une biodiversité riche et souvent spécifique et du point de vue de la qualité de l’eau. En effet, l’Aulne joue un rôle primordial à plusieurs niveaux. Il stabilise les berges en limitant l’érosion, il favorise l'auto-épuration des eaux par la fixation d’éléments polluants, il la limite contre le réchauffement des eaux par son feuillage et l'évapotranspiration et stimule la diversification de l’habitat aquatique par la présence de niches à poissons. Par ailleurs, l’aulne glutineux est une essence pionnière essentielle dans la succession végétale et qui résiste aux longues périodes de crues,,.

## Moyens de lutte
Il n’existe pas de lutte curative pour éliminer Phytophthora ×alni, les dessouchages et les produits phytosanitaires étant inefficaces et dégradants. Seuls des moyens prophylactiques afin de prévenir son apparition, sa propagation sont envisageables comme le nettoyage à l’eau du matériel de chantier afin d’éliminer l’essentiel du sol et des débris végétaux et le brûlage des déchets d'abattage.